# Narlıkuyu, Silifke
Narlıkuyu là một xã thuộc huyện Silifke, tỉnh Mersin, Thổ Nhĩ Kỳ. Dân số thời điểm năm 2011 là 2.786 người.